# Красева, Варвара Евгеньевна
Варвара Евгеньевна Красева (наст. фамилия Малышева; 27 ноября (10) декабря 1902 год — 18 июня 1975) — русская советская актриса театра, народная артистка РСФСР.

## Биография
Варвара Евгеньевна Красева (наст. фамилия Малышева) родилась 27 ноября (10) декабря 1902 года. Творческую деятельность начала в 1924 году в Калуге как эстрадная актриса. В 1920-е годы работала в театрах Тулы, Омска, Баку, Москвы, Майкопа. 
В 1939—1967 годы играла в Куйбышевском театре драмы.
Умерла 18 июня 1975 года, похоронена на Городском кладбище Самары.

## Награды и премии
- Заслуженная артистка РСФСР (23.11.1957).
- Народная артистка РСФСР (18.12.1965).

## Работы в театре
- «Овод» Э. Л. Войнич — Джемма
- «Гроза» А. Н. Островский — Варвара
- «На дне» М. Горький — Василиса
- «Оптимистическая трагедия» Всеволода Вишневского — Комиссар
- «Ричард III» У. Шекспир — Королева Маргарита
- «Последние» М. Горький — Софья
- «Кремлёвские куранты» — Забелина
- «Семья» И. Попов — Мария Александровна Ульянова
- «Дело Артамоновых» М. Горький — Ульяна Баймакова
- «Егор Булычов и другие» — Меланья
- «Тайфун» Цао Юй — Лу-Шипин
- «Каменное гнездо» Х. Вуолийоки — старая хозяйка Нискавуори
- «Перед ужином» Розова — Анна Ивановна
- «В поисках радости» Розова — Савина
- «Мать» М. Горький — Пелагея Ниловна
- «Любовь Яровая» К. Тренёв — Марья
- «Опасный поворот» Дж. Пристли — Олуэн
- «Восемь любящих женщин» Р. Тома — женщина
- «Поручик Лермонтов» К. Паустовский — Мария Николаевна
- «Последние» М. Горький — госпожа Соколова
- «Волки и овцы» А. Островский — Мурзавецкая